# César Silvera
César Fernando Silvera Fontela (ur. 6 maja 1971 w Montevideo) – urugwajski piłkarz występujący na pozycji pomocnika, reprezentant Urugwaju.

## Kariera klubowa
Wychowanek klubu CA Peñarol z rodzinnego Montevideo. W trakcie swojej kariery występował w zespołach z takich krajów jak Urugwaj, Argentyna, Hiszpania, Paragwaj, Chile, Szwajcaria, Izrael, Brazylia i Polska. W tym ostatnim kraju reprezentował barwy Pogoni Szczecin.

## Kariera reprezentacyjna
W 1991 roku rozegrał 6 spotkań w reprezentacji Urugwaju.